# 陳黃穗
陳黃穗，BBS，JP（本名黃穗），是香港消費者委員會前總幹事，1998年獲頒銅紫荊星章；2004年獲香港中文大學頒授榮譽院士名銜；2007年獲美國消費者權益委員會頒授榮譽大獎。

## 簡歷
陳黃穗的父親黃福鑾是崇基學院史地系系主任，而其夫陳應保亦是崇基史地畢業。她於1968年畢業於香港中文大學社會學系，畢業後加入國際培幼會（Foster Parents Plan），兩年後轉投戒毒會，先後在婦女戒毒中心和石鼓洲戒毒所工作。1973年婚後轉職到中大社工系任實習導師，過了兩年，正式出任小童群益會的執行幹事。1979年獲選香港十大傑出青年，當年只有5人獲選，其餘4人包括林鉅津、靳埭強、孔梁少根及潘宗光。陳黃穗自1985年5月1日出任消費者委員會總幹事，直到2007年退休，由劉燕卿接任。2010年，陳黃穗獲財政司司長委任為香港存款保障委員會的主席，任期兩年。

## 公職
- 香港社會服務聯會執行委員會主席（1992-96年）
- 香港小童群益會總幹事（1977-85年）
- 香港小童群益會執行委員會副主席
- 公益金第三副會長兼共關係委員會主席
- 醫院管理局委員
- 城市規劃上訴委員會委員
- 房屋委員會委員[3]
- 香港存款保障委員會主席

## 外部連結
- 陳黃穗消費權益助弱勢
- 陳黃穗 顧客後盾商家顧問 （页面存档备份，存于）
- 中大傑青：陳黃穗 （页面存档备份，存于）
- 陳黃穗離開群益會要鎮靜劑 （页面存档备份，存于）

| 前任： 張綠萍     | 消費者委員會總幹事 1985年5月—2007年3月 | 繼任： 劉燕卿 |
| 前任： 陳志輝教授 | 香港存款保障委員會主席 2010年7月—      | 繼任： 現任   |